# Рионеро ин Вултуре
Рионѐро ин Вулту̀ре (на италиански: Rionero in Vulture, обикновено наречено само Rionero, Рионеро, на местен диалект Arennìure, Арениуре) е град и община в Южна Италия, провинция Потенца, регион Базиликата. Разположен е на 676 m надморска височина. Населението на общината е 12 496 души (1 януари 2023).